# Andreas Dahl (Fußballspieler)
Rolf Åke Andreas Dahl (* 6. Juni 1984 in Hässleholm) ist ein ehemaliger schwedischer Fußballspieler. Der Mittelfeldspieler, der 2008 in der schwedischen Nationalmannschaft debütierte, verließ im selben Jahr sein Heimatland in Richtung dänische Superliga.

## Werdegang

### Jugendjahre
Dahl spielte in seiner Jugend bei IFK Hässleholm. Dort fiel er den Verantwortlichen des Svenska Fotbollförbundet auf und durchlief in der Folge die diversen Juniorenauswahlen des schwedischen Landesverbandes. Im Dezember 2000 wurde er für eine Ablösesumme von 300.000 £ zu Coventry City transferiert. Ohne in der Premier League zum Einsatz gekommen zu sein, kehrte er 2001 nach Schweden zurück.

### Durchbruch in Schweden
Bei Helsingborgs IF kam Dahl zunächst hauptsächlich nur als Einwechselspieler in der Allsvenskan zum Einsatz, konnte sich aber dennoch in die schwedische U21-Auswahl spielen. Am 20. November 2002 debütierte der 18-Jährige als Einwechselspieler für Jon Jönsson ab der 65. Spielminute in den Nationalfarben, als sich die Auswahlmannschaft 1:1-Unentschieden von der tschechischen U21-Nationalmannschaft trennte. In den folgenden Jahren konnte er sich im weiteren Kreis der Juniorenauswahl halten, wurde jedoch nicht in den Kader für die U-21-Europameisterschaft 2004 berufen.
In der Spielzeit 2005 gelang Dahl er Durchbruch bei seinem Verein und er konnte sich einen Stammplatz erkämpfen. Auch in der U-21-Auswahl etablierte er sich, als Dritter der Qualifikationsgruppe hinter den kroatischen und ungarischen Juniorenauswahlen wurden die Play-off-Spiele und damit auch die Teilnahme an der U-21-Europameisterschaft 2006 verpasst. Im Sommer 2007 wurde bekannt, dass er zum Saisonende Schweden verlassen wird und beim dänischen Klub FC Nordsjælland einen Dreijahres-Kontrakt unterschrieben hat. Parallel spielte er sich ins Notizbuch von Nationaltrainer Lars Lagerbäck und kam am 13. Januar 2008 beim 1:0-Erfolg über Costa Rica anlässlich einer Amerikatour der schwedischen Landesauswahl zu seinem Länderspieldebüt. Dabei wurde er in der zweiten Halbzeit für Anders Svensson eingewechselt.

### Ins Ausland und Rückkehr nach Schweden
Im März 2008 debütierte Dahl für seinen neuen Arbeitgeber in der Superliga und konnte sich als Stammkraft im Kader festsetzen. Sein erstes Ligator für den FC Nordsjælland gelang ihm am vorletzten Spieltag der Spielzeit 2007/08 beim 1:1-Unentschieden gegen Odense BK, als er bereits in der 9. Spielminute die frühe Führung durch Jonas Borring egalisierte. Als Tabellenneunter erreichte die Mannschaft über die Fair-Play-Wertung der UEFA die erste Qualifikationsrunde im UEFA-Pokal 2008/09. Nach Siegen über FC TVMK Tallinn, wobei er ein Tor erzielen konnte, und Queen of the South erreichte er mit der Mannschaft dort die Hauptrunde. Beim Aufeinandertreffen mit Olympiakos Piräus wurde er im Rückspiel per gelb-roter Karte des Feldes verwiesen und schied mit dem Klub aus dem Wettbewerb aus.
Als Stammspieler in der Superliga kehrte Dahl Anfang 2009 in die schwedische Nationalmannschaft zurück. In einer aus Spielern der nordeuropäischen Ligen bestehenden Auswahlmannschaft kam er an der Seite der Debütanten Rasmus Elm, Gustav Svensson und Adam Johansson bei der 2:3-Niederlage gegen die Nationalmannschaft der Vereinigten Staaten zu seinem dritten Länderspieleinsatz. Bis zum Saisonende bestritt er 24 der 33 Ligaspiele in der Spielzeit 2008/09, die er mit dem Klub als Tabellenachter abschloss. Im Sommer 2009 entschied er sich dennoch zur Rückkehr nach Schweden. Im Juni unterschrieb der Defensivspieler einen Kontrakt mit dreieinhalb Jahren Laufzeit bei Hammarby IF. Diesen erfüllte er vollständig und wechselte 2013 zum damaligen Zweitligisten Landskrona BoIS.